# Comacchio
Comacchio là một đô thị thuộc tỉnh Ferrara trong vùng Émilie-Romagne nước Ý. Đô thị này có diện tích 283 km², dân số thời điểm 31 tháng 12 năm 2004 là 22.385 người.

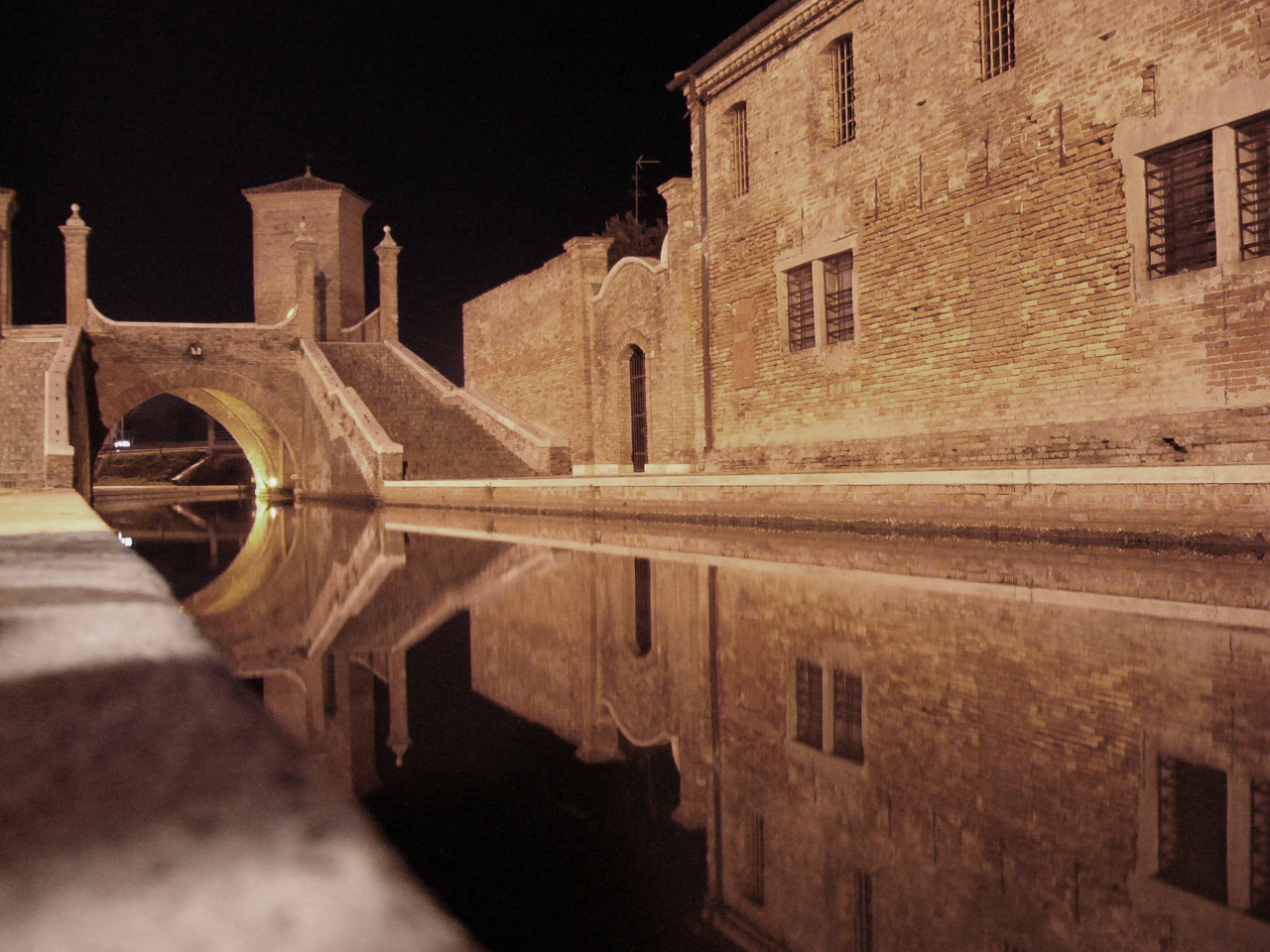
Kênh đào Comacchio

Đô thị này giáp các đô thị sau: Argenta, Codigoro, Lagosanto, Ostellato, Portomaggiore, Ravenne.